# Ranunculus baudotii
Ranunculus baudotii é uma espécie de planta com flor pertencente à família Ranunculaceae. 
A autoridade científica da espécie é Godr., tendo sido publicada em Mem. Soc. Roy. Nancy 1839 (1840), 21.

## Portugal
Trata-se de uma espécie presente no território português, nomeadamente em Portugal Continental.
Em termos de naturalidade é nativa da região atrás indicada.

## Protecção
Não se encontra protegida por legislação portuguesa ou da Comunidade Europeia.